# Kucereavovolodîmîrivka, Ceaplînka
Kucereavovolodîmîrivka (în ucraineană Кучерявоволодимирівка) este localitatea de reședință a comunei Kucereavovolodîmîrivka din raionul Ceaplînka, regiunea Herson, Ucraina.

## Demografie
Componența lingvistică a localității Kucereavovolodîmîrivka
     Ucraineană (94,67%)
     Română (3,65%)
     Rusă (1,4%)
     Alte limbi (0,28%)
Conform recensământului din 2001, majoritatea populației localității Kucereavovolodîmîrivka era vorbitoare de ucraineană (94,67%), existând în minoritate și vorbitori de română (3,65%) și rusă (1,4%).